# Ceratotrocha velata
Ceratotrocha velata är en hjuldjursart som beskrevs av Donner 1949. Ceratotrocha velata ingår i släktet Ceratotrocha och familjen Philodinidae. Inga underarter finns listade i Catalogue of Life.